# سيرجيو كوستين
سيرجيو كوستين (بالرومانية: Sergiu Costin)‏ (21 نوفمبر 1978 ببيستريتسا في رومانيا - ) هو لاعب كرة قدم روماني في مركز قلب الدفاع. لعب مع نادي أوتسيلول غالاتسي وغلوريا بيستريتسا ‏ ونادي أولمبيا ساتو ماري ‏ وFC Unirea Dej ‏.

## روابط خارجية
- سيرجيو كوستين على موقع قاعدة بيانات كرة القدم.إي يو (الإنجليزية)
- سيرجيو كوستين على موقع Soccerway.com (الإنجليزية)
- سيرجيو كوستين على موقع عالم كرة القدم.نت (الإنجليزية)